# Eddy Lembo
Eddy Lembo (* 10. November 1980) ist ein französisch-algerischer Radrennfahrer.

## Karriere
Eddy Lembo begann seine Karriere im Jahr 2000 bei dem französischen Radsportteam Jean Delatour. In seinem zweiten Jahr dort konnte er die Tour du Doubs für sich entscheiden. Daraufhin wechselte er zu Oktos–Saint-Quentin, wo er eine Etappe bei der Tour de Suisse gewann. Zum Ende der Saison 2006 wechselte Lembo von der belgischen Mannschaft Flanders zu dem Continental Team Jartazi-Promo Fashion. Er gewann eine Etappe Tour de la Guadeloupe 2008.
Ende 2008 wurde Lembo wegen des Genusses von Cannabis für vier Monate gesperrt.

## Erfolge
2001
- Tour du Doubs

2002
- eine Etappe Tour de Suisse

2008
- eine Etappe Tour de la Guadeloupe

## Teams
- 2000 Jean Delatour
- 2001 Jean Delatour
- 2002 Oktos–Saint-Quentin
- 2003 Palmans-Collstrop
- 2003 MBK-Oktos
- 2004 MrBookmaker.com-Palmans
- 2004 Oktos–Saint-Quentin
- 2006 Flanders
- 2007 Jartazi-Promo Fashion (bis 15.06.)
- 2007 Storez Ledecq Materiaux (ab 26.06.)